# Monaco az 1984. évi téli olimpiai játékokon
Monaco a jugoszláviai Szarajevóban megrendezett 1984. évi téli olimpiai játékok egyik részt vevő nemzete volt. Az országot az olimpián 1 sportágban 1 sportoló képviselte, aki érmet nem szerzett. Monaco először vett részt a téli olimpiai játékokon.

## Alpesisí
Férfi
| Versenyző    | Versenyszám | 1. futam      | 1. futam      | 2. futam | 2. futam | Összesítés | Összesítés |
| Versenyző    | Versenyszám | Idő           | Hely.         | Idő      | Hely.    | Idő        | Helyezés   |
| ------------ | ----------- | ------------- | ------------- | -------- | -------- | ---------- | ---------- |
| David Lajoux | Lesiklás    |               |               |          |          | 1:56,95    | 47.        |
| David Lajoux | Műlesiklás  | nem ért célba | nem ért célba | kiesett  | kiesett  | kiesett    | kiesett    |